# 2,5-Dimetoksyamfetamina
2,5-Dimetoksyamfetamina – organiczny związek chemiczny z grupy amfetamin. Wykazuje słabe działanie narkotyczne w dawkach 80–160 mg. Jest półproduktem do otrzymywania DOB, DOM i DOI. W Polsce obrót 2,5-DMA jest zabroniony – substancja znajduje się w wykazie substancji psychotropowych w grupie I-P.